# Гецци, Джорджо
Джорджо Гецци (итал. Giorgio Ghezzi; род. 11 июля 1930, Чезенатико — 12 декабря 1990, Форли) — итальянский футболист и тренер. Играл на позиции вратаря.
Известен выступлениями за клубы «Интер» и «Милан», а также национальную сборную Италии.
Трёхкратный чемпион Италии. Обладатель Кубка чемпионов УЕФА.

## Биография
В профессиональном футболе дебютировал выступлениями за клуб «Чезенатико» в 1946 году, в котором провел один сезон.
Впоследствии с 1947 по 1951 год играл в составе клубов «Римини» и «Модена».
Своей игрой за Модену он привлек внимание представителей тренерского штаба клуба «Интернационале», к составу которого присоединился в 1951 году. Гецци сыграл за «нераззурри» семь следующих сезонов. В Интере он дважды становился чемпионом Италии.
В течение сезона 1958/59 защищал цвета клуба «Дженоа».
В 1959 году перешёл в «Милан», за который отыграл 6 сезонов. С Миланом он становился чемпионом Италии и обладателем Кубка европейских чемпионов.

## Достижения
- Чемпион Италии (3):
«Интер» Милан: 1952/53, 1953/54
«Милан»: 1961/62
- Обладатель Кубка европейских чемпионов:
Милан: 1962/63